# Casa mult visată
Casa mult visată (titlul original: Give Us This Day) este un film dramatic englez, realizat în 1949 de regizorul Edward Dmytryk, după romanul scriitorului Pietro Di Donato, protagoniști fiind actorii Sam Wanamaker, Lea Padovani, Kathleen Ryan, Charles Goldner. 

## Distribuție
- Sam Wanamaker – Geremio
- Lea Padovani – Annunziata
- Kathleen Ryan – Kathleen
- Charles Goldner – Luigi
- Bonar Colleano – Julio
- William Sylvester – Giovanni
- George Pastell – The Lucy
- Karel Štěpánek – Jaroslav
- Sidney James – Murdin
- Philo Hauser – Head of Pig
- Ina De La Haye – dama Catarina
- Rosalie Crutchley – soția lui Giulio

## Culise
Când s-a turnat acest film, Edward Dmytryk a fost trecut pe lista neagră ca membru al Hollywood Ten la fel ca și protagonistul Wanamaker. Filmul a fost din acest motiv turnat în întregime în Londra. Scenaristul Ben Barzman a fost cel de-al treilea membru al echipei de filmare, care a fost nevoit să fugă din SUA în Europa, datorită „vânătorii de vrăjitoare” anticomuniste al erei McCarthy.